# Milarepa
Jetsun Milarepa (tibetansko : རྗེ་ བཙུན་ མི་ ལ་ རས་ པ , Wylie : RJE btsun mi la ras pa) (rojen 1040, umrl 1123) je bil tibetanski siddha, svetovno znan po dejstvu, da je v mladosti opravljal delo morilca, nato pa se je obrnil k budizmu in postal zelo uspešen budistični vodja. Velja za enega izmed najbolj znanih tibetanskih jogijev in duhovnih pesnikov, njegova znanja pa se uporabljajo v mnogih budističnih šolah. Njegov učitelj je bil Marpa Lotsawa. Milarepa je eden izmed najbolj pomembnih osebnosti v zgodovini Kagyu šole tibetanskega budizma. Eden izmed njegovih najbolj znanih podvigov je plezanje na goro Kailash.

## Življenjepis
Milarepina življenjska zgodba je znana v tibetanski kulturi in je bila že večkrat pripovedovana. Njegova najbolj znana biografija je “Milarepino življenje” (“The life of Milarepa”). Napisal jo je Tsangnyön Heruka (1452–1507), ki je pri pisanju opiral na starejše biografije. Biografija je še vedno zelo priljubljena. Večina današnjih zgodb o Milarepi izvira iz tega samega vira, ali pa iz prevladujočih ustnih izročil in relikvij, izmed katerih je najbolj znan Milarepin plašč iz medvedje kože. Čeprav je o njem kot o zgodovinski osebi znano zelo malega, Milarepo častijo vse tibetanske šole kot zgled verske predanosti in mojstrstva, njegova življenjska zgodba pa je vzpostavila šolo tibetanskega budizma Kagyu in njene ključne osebnosti. 

### Zgodnje življenje
Glede na Tsangnyönov življenjepis o Milarepi, se je Milarepa rodil v zahodnem Tibetu v finančno uspešni družini. Ko mu je oče umrl, sta se teta in stric polastila njihovega družinskega bogastva. Na materino željo je Milarepa zapustil dom in šel študirat čarovništvo, da bi se maščeval in ubil veliko ljudi. 

### Usposabljanje in spoznanje
Kasneje mu je bilo za svoja dejanja žal in je nato postal učenec prevajalca Marpe. Marpe je pri učenju Milarepe uporabil številne nenavadne in korenite metode, s katerimi je svojemu učencu ‘čistil’ karmo. Na primer, Milarepi je nekoč naročil, da naj ta zgradi tri stolpe. Nato je enega izmed teh stolpov kruto porušil. Potem je svojemu učencu naročil naj mu zgradi še en stolp. Tudi tega je Marpa uničil. Šele ko je Milarepa zgradil sedmo nadstropje svojega četrtega stolpa, je bil Marpa zadovoljen, saj Milarepa vsem svojim naporom navkljub nikoli ni pokazal nezadovoljstva nad dejstvom, da je za svoj trud ostal nepoplačan. Marpa je tako Milarepi pojasnil svoje metode ‘čiščenja’ njegove negativne karme. Zadnji, četrti stolp še dan danes stoji v Lhodraku.

Marpa je Milarepi naročil, naj izvaja meditacijo na samem v jamah in gorah, kar je, po Tsangnyönovemzu življenjepisu, po dolgih letih vadbe povzročilo »globoko izkustveno spoznanje o resnični nravi resničnosti«. Nekateri viri pravijo, da naj bi Milarepa in Marpa nekoč oba odpotovala v Indijo, da bi pri Marpinem guruju Naropi poiskala najpomembnejšo stvar za končno realizacijo, a Milarepa sam naj se pomena tega potovanje ne bi zavedal. Po dolgih letih truda je tako Milarepa končno dosegel razsvetljenje. Nato je živel kot popolnoma realiziran jogi in sčasoma celo odpustil svoji teti, ki je bila tista, ki je povzročila nesrečo njegovi družini.
Po Lopezu, življenjepis »Življenje Milarepe« predstavlja budizem, kot so ga razumeli in izvajali v Tibetu v petnajstem stoletju. Vsebuje veliko ključnih izrazov in doktrin budizma. Tsangnyön Heruka se je po svojih najboljših močeh trudil vzpostaviti rod učiteljev, ki povezuje tradicijo Kagyu z indijsko tradicijo siddha, pri čemer je Marpo predstavil kot Naropinega učenca, čeprav je Naropa že umrl, ko je Marpa odšel v Indijo.

### Tibetanski buda
Po mnenju Donalda S. Lopeza mlajšega, slavnega ameriškega profesorja budizma in tibetanskih ved, je Tsangnyön Heruka pri svoji upodobitvi Milarepe kot tibetanskega Budo inspiracijo črpal iz življenja Gautama Buddhe: "Rojen in razsvetljen v Tibetu, ne da bi šel v Indijo ali prejel neposrednih navodil indijskega mojstra.” (“Born and enlightened in Tibet, without going to India or receiving the direct instructions of an Indian master."). Biografija Milarepe prikazuje ‘hitro metodo tantrične poti’, v kateri se osvoboditev doseže v le enem življenju. Biografija opisuje Milarepino vadbo ‘generacije stopnje’ in ‘generacije dokončanja’, da bi dosegel mahamudro: ‘spontano spoznanje najglobje nrave uma.’ Kljub temu dejstvu se Milarepa v svojih navodilih tibetanskemu občinstvu sklicuje na osnovne budistične nauke o nestalnosti, trpljenju saṃsāre, gotovosti smrti in negotovosti o njenem prihodu, o strašnosti ponovnega rojstva, ki je neposredna posledica naših ignoratnih dejanj. Kljub vsemu pa je ravno njegovo lastno življenje dokaz, da se celo morilec lahko spremeni v Budo. Lopez tudi pravi, da “Milarepino življenje” (“The life of Milarepa”) prikazuje dva paralelna svetova – posvetnega in svetega, ki sta navsezadnje eno, kar kaže, da je svet sam svet.

### Učenci
Milarepin najbolj znani učenec je bil Gampopa. Štirje izmed Gampopovih učencev so ustanovili štiri glavne veje šole Kagyu: Barom Kagyu, Karma Kagyu, Phagdru Kagyu in Tshalpa Kagyu. Drug Milarepin učenec, jogi Rechungpa, je v šolo Karma Kagyu prenesel več pomembnih učenosti. Rechungpa je bil skupaj z Gampopo učitelj Dusuma Khyenpa, prvega Karmapa (1110-1193). Potem, ko je srečal Dusuma Khyenpa, je Gampopa svojim učencem rekel naslednje: “Ta človek se pretvarja, da je moj učenec, čeprav je v resnici že dosegel končni cilj duhovne poti.” (“He is pretending to be a disciple of mine in order to hold my lineage for future sentient beings, but in actuality, he has already accomplished the goal of the path.”) 

## Dela

### Poezija sto tisoč pesmi Milarepe
Priznana duhovna poezija Milarepe se imenuje “Sto tisoč pesmi”. Milarepa je zapel na stotine takih pesmi, prek katerih je učil dharmo. Standardno zbirko Sto tisoč Milarepinih pesmi (Tib. Mila Grubum) naj bi sestavil Tsang Nyön Heruka, ‘Nori Jogi iz Tsanga’, na podlagi transkripcij pesmi, katere se je do tedaj prenašalo le ustno. V tej zbirki je k vsaki pesmi priložena tudi zgodba o tem, kako je pesem nastala.  
Milarepin glavni način poučevanja je petje »pesmi realizacije« ali doh, tradicije, ki jo je v Tibet prinesla rodbina Mahasid. V tej tradiciji mojstri spontano pojejo iz lastne neposredne izkušnje o tem, kar so neposredno spoznali, pogosto dajejo navodila o tem, kako lahko drugi pridejo do enakega razumevanja. V Milarepinem posebnem slogu je uporabljen pogovorni, idiomatski jezik in običajni primeri iz življenja, zaradi česar so se posamezniki, ki se morda niso ukvarjali z nobenim formalnim študijem budistične filozofije, lahko povezali z Milarepinimi idejami. Ta neposredni pristop k poučevanju neizogibno pomaga učencem, ki so prikazani v zgodbah, vzpostaviti povezavo s poučevanjem na oseben način.  
Zbirka torej vključuje številne pripovedi o tem kako je Milarepa delal z ljudmi med drugim tudi na neverbalne načine. Vidimo lahko, kako je sodeloval s svojimi učenci in kako jih je postavljal v situacije, ki so jih izzivale in prebudile. To se pravi, da Milarepa ni samo pel pesmi o dharmi, ampak je le-to v celoti utelesil. Zaradi tega je lahko poučeval sveže, spontano in z veliko humorja ter z različnimi spretnostmi.